# طفح عدي الشكل
الطفح عدي الشكل يقصد به مجموعة من الجُلادات مثل حب الشباب والعد الوردي والالتهاب الجريبي والتهاب الجلد حول الفم.
والطفح عدي الشكل هو بروز جريبي على شكل حطاطات أو بثور تشبه العُد. ويسمى هذا النوع من الطفح بأنه عدي الشكل لكون شبيه بحب الشباب أو العُد.
إن استخدام مصطلح الطفح عدي الشكل معقد وأحيانا ما يستخدم بشكل متناقض، وبعض المصاد تعد حب الشباب أحد أنواع الطفح عدي الشكل في التشخيص التفريقي، بينما تصنف مصادر أخرى حب الشباب أحد أنواع الطفح عدي الشكل، ويستثني نظام فهرسة المواضيع الطبية بصراحة التهاب الجلد حول الفم من تصنيف الطفح عدي الشكل، رغم أنه يصنف الطفح عدي الشكل والتهاب الجلد حول الفم تحت تصنيف «الجلادات الوجهية».